# Comte de Chambord (rose)
'Comte de Chambord' est un cultivar de rosier obtenu en France avant 1858 par les rosiéristes Moreau et Robert. Il doit son nom à Henri de France (1820-1883), duc de Bordeaux puis comte de Chambord et prétendant au trône de France. Il est considéré comme un des plus beaux rosiers de Portland.

## Description
Ce rosier est spectaculaire par ses fleurs soyeuses et très doubles en forme pleine de couleur rose bien soutenue, les pétales près du cœur étant plus foncées ; elles s'ouvrent en plat et en quartier, et leur parfum capiteux embaume jusqu'en septembre. Cette rose ancienne remontante aux tons chauds est encore fort prisée aujourd'hui. Ses grandes roses de plus de quarante pétales (jusqu'à 55) mesurent jusqu'à 12 cm et s'épanouissent en gros bouquets de juin à septembre, les deux premières floraisons étant les plus belles.
Son buisson fort épineux et au feuillage vert clair et abondant s'élève en port dressé jusqu'à 120 cm 150 cm maximum de hauteur et 90 cm 100 cm de largeur,. Il fait bel effet dans un petit jardin et en terrasse. Il a besoin de soleil pour s'épanouir, ainsi que d'engrais au printemps. Sa taille d'hiver vise simplement les branches trop grêles. Il supporte les hivers froids des pays du Nord (zone de rusticité 4b).
'Comte de Chambord' est issu d'un rosier de Portland (sans doute 'Duchesse de Portland') et de 'Baronne Prévost' (hybride remontant, Jean Desprez 1841). Par croisement avec 'Wife of Bath', il a donné naissance à la fameuse rose anglaise 'Gertrude Jekyll' (Austin, 1986).
On peut admirer 'Comte de Chambord' par exemple à la roseraie du clos Barbisier. Cette variété est un grand classique des amateurs de jardins romantiques sous diverses latitudes.